# 朝鲜战争部队列表
这里是1950年6月25日爆发的朝鲜战争军队列表，暂缺中国人民志愿军介入前信息。

## 战争初期

#### 朝鮮
（1950年6月下旬-10月上旬）
- 朝鲜人民军第4师
- 朝鲜人民军第5师
- 朝鲜人民军第6师
- 朝鲜人民军第7师/朝鲜人民军第12师

## 志愿军介入初期

### 联合国军
（1950年10月-12月）
- 总司令道格拉斯·麦克阿瑟[註 2]

#### 美国
- （直辖）第10军，军长爱德华·阿尔蒙德。
  - 第3师。
  - 第7师。
  - 第1海軍陸戰師。
- 第八军团，司令沃尔顿·沃克[註 3]。
  - 第1军（英语：I Corps (United States)），军长弗蘭克·米爾本（英语：Frank W. Milburn）。
    - 第24师。

  - 第9军（英语：IX Corps (United States)），军长約翰·庫爾特（英语：John B. Coulter）。
    - 第2师。
    - 第25师。
    - 第1骑兵师。
- 远东空军，司令喬治·史崔特梅爾（英语：George E. Stratemeyer）。
  - 第五航空隊。
  - 轰炸机指挥部。
  - 空运指挥部。
- 远东海军，司令查尔斯·特纳·乔伊。
  - 第7舰队，司令亞瑟·史樞波（英语：Arthur Dewey Struble）。

#### 韓國
- 国防部，部長申性模。
- 陸軍，參謀總長丁一权。
  - （直辖）第1师、第9师、第10师、第11师。
  - 第1军（英语：I Corps (South Korea)），军长金白一。
    - 第3师。
    - 首都師。

  - 第2军，军长刘载兴。
    - 第6师（英语：6th Infantry Division (South Korea)）。
    - 第7师（英语：7th Infantry Division (South Korea)）。
    - 第8师（英语：8th Infantry Division (South Korea)）。

  - 第3軍（英语：III Corps (South Korea)），军长李亨根。
    - 第2师（英语：2nd Infantry Division (South Korea)）。
    - 第5师（朝鲜语：대한민국 5보병사단）。

  - 空军，參謀總長金贞烈。
  - 海军，參謀總長孙元一。
    - 第1艦隊（朝鲜语：대한민국 1함대）。
    - 第2艦隊（朝鲜语：대한민국 2함대）。
    - 第3艦隊（朝鲜语：대한민국 3함대）。
    - 训练舰队。
    - 海軍陸戰隊。

#### 英國
- 步兵27旅
- 步兵29旅（英语：29th Infantry Brigade (United Kingdom)）
- 海军舰艇、飞机

#### 加拿大
- 步兵第2营
- 海军舰艇
- 空军中队

#### 澳洲
- 步兵3营
- 海军舰艇
- 空军中队

#### 法國
- 步兵营（法语：Bataillon français de l'ONU）
- 海军驱逐舰

#### 
- 炮兵团
- 海军舰艇

#### 荷蘭
- 步兵营
- 海军巡逻快艇

#### 泰國
- 步兵团
- 海军舰艇

#### 希臘
- 步兵营
- 空军飞机

#### 土耳其
- 步兵旅

#### 菲律賓
中朝方面称之为菲律宾营。
1950年8月，5万人在菲律宾马尼拉黎剎紀念體育場举行大会，资深政治家埃米利奥·阿奎纳讲话：“你们是第一个带着国家旗帜出国的军队，是为了自由而战，花在你们身上的每一枚比索，都是为了永久的自由和民主”。外交部长卡洛斯·佩纳·罗慕洛亲自将联合国旗帜交到马里亚诺·阿朱林上校手中。1950年9月16日由1143人组成的菲律宾步兵第10营乘坐美国海军运输舰离开马尼拉，9月19日在釜山港登陆。当时菲律宾总兵力仅有3.4万多人，其出兵人数占总兵力的4.4%。该营辖3个步兵连、1个侦察连、1个坦克连和1个炮兵连，军官64人。
菲律宾步兵第10营配属美军步兵第25师，9月29日，奉美军师长基恩少将命令对牟山、群北和泗川一带的朝鲜游击队扫荡作战。10月10日后菲律宾营负责守备大邱、倭馆等主要补给路线和消灭朝鲜人民军残部。来自菲律宾阿尔拜省的列兵皮奥在洛东江巡逻时，被狙杀，菲律宾军史称之为菲律宾共和国独立以来第一个为了另外一个国家的自由战死的军人。韩国国防部战史编纂委员会编写的《朝鲜战争史》称，1950年11月12日，菲律宾营在银店里一带进行肃清残敌作战，毙敌12人，但“因敌人顽强抵抗，菲律宾营把战斗任务交给美军一个营，转而负责搜索任务”。1950年冬季，菲律宾营缺乏冬装，导致营长阿朱林与美军指挥官发生龃龉，阿朱林表示强烈抗议后被解除了职务，随后菲律宾营被分散成5部分配属美军。
1951年2月，菲律宾营被配属美军步兵第3师。1951年4月，菲律宾营配属给美军步兵第65团，同波多黎各营一起战斗。4月22日夜，志愿军第二十军第58师在甫罗洞机动防御战斗中，与美军步兵第65团及菲律宾营交战，志愿军第58师突击美军步兵第65团，打垮了波多黎各营和土耳其旅，菲律宾营坦克连连长孔拉多·雅浦上尉指挥反击，为菲律宾营争取到突围时机，但雅浦和一名下级军官以及数十名菲律宾士兵阵亡。雅浦后来被授予菲律宾最高国家荣誉英勇勋章。4月26日，志愿军第58师在一次夜袭中，俘虏了菲律宾营一个排40人。1951年7月14日沙器幕战斗，菲律宾营孤军突入，遭志愿军第四十二军第124师3个排伏击，毙伤49人，俘虏12人，菲律宾营撤回。至1951年9月，菲律宾营累计43人阵亡，9人失踪，58人被俘。
1951年9月6日，菲律宾第20联队1400余人正式接手菲律宾步兵第10营的阵地，该部指挥官是二战期间菲律宾游击队领导人萨尔瓦多· 阿博茨德上校。菲律宾第12任总统菲德尔·拉莫斯时任该联队中尉侦察排长。菲律宾第20联队第一次战斗14人阵亡，100人负伤。菲律宾又先后派出3个1500人的战斗营赴朝鲜轮战。累计投入5个战斗营次，总共参战兵力7420人，当时全国总兵力仅3.4万人，出兵数占总兵力的两成多。菲律宾营先后配备给美军第25步兵师、第3步兵师、第45步兵师和第一骑兵师。总计112人阵亡，229人受伤，57人失踪，70人被俘，共计468人。

#### 南非聯邦
- 空军[1]

### 中朝兩軍

#### 中國
（1950年10月-12月）
- 中国人民志愿军，司令兼政委彭德怀，副司令邓华（兼副政委）、朴一禹[註 4]（兼副政委）、洪学智、韩先楚，参谋长解方[註 5]，政治部主任杜平。
  - （直辖）[註 6]
    - 38军[註 7]，军长梁兴初，政委刘西元，副军长江拥辉，参谋长管松涛。
    - 39军[註 8]，军长吴信泉，政委徐斌洲，副军长谭友林，参谋长沈启贤。
    - 40军[註 9]，军长温玉成，政委袁升平，副军长蔡正国，参谋长宁贤文。
    - 42军[註 10]，军长吴瑞林，政委周彪，副军长胡继成，参谋长廖仲符。
    - 50军[註 11]，军长曾泽生，政委徐文烈，参谋长舒行。
    - 66军[註 12]，军长萧新槐，政委王紫峰，副军长陈坊仁，参谋长刘苏。

  - 第9兵团[註 13]，司令兼政委宋时轮，副司令陶勇，参谋长覃健，副参谋王彬。
    - 20军，军长兼政委张翼翔，副军长廖政国，参谋长俞炳辉。
    - 26军，军长张仁初，政委李耀文，副军长张铚秀，参谋长冯鼎三。
    - 27军，军长彭德清，政委刘浩天，副军长詹大南，参谋长李元。

  - 东北军区后勤部前方指挥所，负责人张明远、杜者蘅。
  - 炮兵司令部，政委邱创成，副司令匡裕民。
  - 工程兵指挥所，主任陈正峰。[1]

#### 朝鮮
（1950年10月下旬-11月上旬）
- 朝鲜人民军，司令金日成。
  - 第1军
    - 46师。
    - 47师。
    - 105坦克师。
    - 17坦克旅。

  - 第3军
    - 第1師（英语：1st Division (North Korea)）、第8師（英语：8st Division (North Korea)）、第12師、第13師（英语：13th Division (North Korea)）、第15師（英语：15th Division (North Korea)）。

  - 第4军
    - 第41师。
    - 海防1旅。

  - 第6军
    - 第18師（英语：18th Division (North Korea)）。
    - 第36师。
    - 第66师。

  - 第7军
    - 第32师。
    - 第37师。
    - 第38师。

  - 第8军
    - 第42师。
    - 第45师。
    - 第76师。[註 14][2]

## 僵持初期

### 联合国军
（1951年6月－9月）
- 总司令马修·李奇微[註 15]

#### 美国
- 第八集團軍，司令詹姆斯·范佛里特。
  - 空降187团。
  - 1军，军长约翰·奥丹尼尔。
    - 3师。
    - 25师。
    - 骑兵1师。

  - 9军，军长威廉·霍格。
    - 7师。
    - 24师。

  - 10军，军长克洛维斯·拜尔斯。
    - 2师。
    - 陆战1师。
- 远东空军，司令奥托·威兰。
  - 第五航空隊。
  - 轰炸机指挥部。
  - 315运输机师。
- 远东海军，同上。
  - 第7舰队，司令H.M.马丁。

#### 大韓民國
- 国防部，部長李起鹏，总参谋长李钟赞。
  - 第1军，军长白善烨。
  - 第5軍（朝鲜语：대한민국 5군단）（预备部隊），军长李恒？。
  - 空军，总参谋长崔用德。
  - 海军，总参谋长朴沃奎（朝鲜语：박옥규）。[1]

### 中朝兩軍
（1951年10月）
- 中朝联合司令部，司令兼政委彭德怀[註 16]，副司令金雄、邓华，副政委朴一禹。

#### 中國
（1951年10月）
- 中国人民志愿军，同上，副司令邓华（兼副政委）、陈赓[註 17]、宋时轮[註 18]、洪学智、韩先楚。副政委兼政治部主任甘泗淇，副参谋王政柱。
  - （直辖）
    - 42军[註 19]，同上。

  - 第9兵团，同上，副参谋王彬、曾辒元。
    - 26军[註 20]，同上。

  - 第19兵团，司令杨得志，政委李志民，副司令兼参谋长郑维山，副参谋康博缨。
    - 64军[註 21]，军长曾思玉，政委王昭，副军长唐子安，参谋长马卫华。
    - 65军[註 22]，军长萧应棠，政委王道邦，参谋长阮平。
    - 47军，军长曹里怀，政委李人林，副军长刘贤权。
    - 63军（二线）[註 23]，军长傅崇碧，政委龙道权，参谋长杜瑜华。

  - 第20兵团，司令杨成武，政委张南生，参谋长萧文玖，副参谋邱蔚、赵冠英。
    - 67军[註 24]，代军长李湘，政委旷伏兆，副军长刘儒林、李永清，参谋长刘苏。
    - 68军（二线）[註 25]，军长陈坊仁，代政委李呈瑞，副军长宋玉琳，参谋长宋学飞。

  - 西海岸指挥部，司令韩先楚。
    - 50军，同上，副军长蔡正国。
    - 38军（二线），军长梁兴初，政委刘西元，副军长兼参谋长王良太。
    - 39军（二线）[註 26]，同上，政委李雪三，副军长吴国璋、张竭诚（兼参谋长）。
    - 40军（二线），同上，副军长邓岳（兼参谋长），副军长徐国夫。

  - 东海岸司令部，司令宋时轮，副司令陶勇。
    - 16军[註 27]，军长尹先炳，政委陈云开。
    - 20军（二线），同上。
    - 27军（二线）[註 28]，同上，政委曾如清。

  - 总预备队，第3兵团，司令兼政委陈赓[註 29]，副司令王近山，副政委杜义德，参谋长王蕴瑞，副参谋李懋之。
    - 12军，军长曾绍山，副军长兼参谋长萧永银。
    - 15军，军长秦基伟，政委谷景生，参谋长张蕴钰。
    - 60军，军长韦杰，政委袁子钦，副军长查玉升，参谋长邓仕俊。

  - （修建机场）第23兵团，司令董其武，政委高克林，副司令姚喆，副参谋袁庆荣。
    - 36军，代军长王建业，政委康建民，副军长张惠源，参谋长樊折佳。
    - 37军，军长张世珍，政委帅荣，副军长卫景林、冯梓。

  - 后方勤务司令部[註 30]，司令洪学智（兼），政委周纯金，副司令张明远。
  - 空军司令部，司令刘震，副司令常乾坤，参谋长沈启贤，政治部副主任李世安。
  - 炮兵指挥所，主任匡裕民。
  - 装甲兵指挥所[註 31]，主任黄鹊显。
  - 工程兵指挥所，同上。
  - 铁道运输司令部，司令贺晋年，政委张明远，副司令刘居英、李寿轩、叶林，副政委崔田民。[2]

#### 北韓
（1951年4月22日-6月10日，即抗美援朝战争第五次战役）
- 朝鲜人民军[註 32]
  - 第1军，军长李权武。
    - 8师。
    - 19师。
    - 47师。

  - 第2军，军长崔贤。
    - 2师。
    - 13师。
    - 27师。

  - 第3军，军长金光侠。
    - 1师。
    - 15师。

  - 45师。
  - 第5军，军长方虎山。
    - 6师。
    - 12师。
    - 32师。

## 停战前
（1953年7月）

### 联合国军
- 总司令马克·克拉克

#### 美国
- 第八集团军，司令马克斯韦尔·泰勒[註 33]。
  - 24师
  - 空降187团
  - 炮兵8个团又7个营
  - 工兵6个营
  - 1军，军长布鲁斯·克拉克。
    - 陆战1师。
    - 7师。
    - 25师。
    - 炮兵7个营。

  - 9军，军长罗宾·金肯斯。
    - 2师。
    - 3师。
    - 炮兵10个营

  - 10军，军长艾萨克·怀特。
    - 40师。
    - 45师。
    - 炮兵4个营。
- 远东空军，同上。
- 远东海军，司令罗伯特·布里斯科。
  - 第7舰队，司令杰塞普·克拉克。

#### 韓國
- 国防部，部長孙元一，总参谋长白善烨。
  - 第1军，军长李亨根。
  - 第2军，军长丁一权。
  - 第3军，军长姜文峰。
  - 第5军（预备部隊）。
  - 空军，同上。
  - 海军，同上。

#### 英國
- 步兵28旅
- 步兵29旅
- 海军舰艇、飞机

#### 加拿大
- 步兵25旅
- 海军舰艇
- 空军中队

#### 澳洲
- 步兵2、3营
- 海军舰艇
- 空军中队

#### 法國
- 步兵营
- 海军驱逐舰

#### 
- 炮兵16团
- 海军舰艇

#### 荷蘭
- 步兵营
- 海军巡逻快艇

#### 泰國
- 步兵21团
- 海军舰艇
- 空军飞机

#### 希臘
- 步兵营
- 空军飞机

#### 哥倫比亞
- 步兵营
- 海军舰艇

#### 土耳其
- 步兵5旅

#### 比利時
- 步兵营

#### 菲律賓
- 步兵14营

#### 南非聯邦
- 空军中队

#### 
- 步兵营

#### 盧森堡
- 步兵排[1]

### 中朝兩軍
- 中朝联合司令部

#### 中國
- 中国人民志愿军，同上，副司令杨得志[註 34]、洪学智，参谋长李达，政治部主任李志民。
  - 第9兵团，司令兼政委王建安[註 35]，副司令王必成，参谋长胡炳云。
    - 23军[註 36]，军长钟国楚，政委卢胜，副军长杜屏，参谋长贾若瑜。
    - 16军，同上，副军长兼参谋长杨俊生。
    - 24军[註 37]，代军长兼代政委张震，副军长李家益、陈仁洪。

  - 第19兵团，司令黄永胜[註 38]，副司令曾思玉，副政委陈先瑞，副参谋薛克忠。
    - 65军，军长兼政委王道邦，副军长赵文进，参谋长郑三生。
    - 46军[註 39]，军长萧全夫，政委吴保山，副军长王尚荣、徐其海，参谋长张万春。
    - 1军[註 40]，军长黄新廷，政委梁仁芥，副军长徐国贤，参谋长杨文安。
    - 63军，同上，副军长阮平。
    - 64军，军长唐子安，政委黄文明，副军长马卫华（兼参谋长）、谢正荣。

  - 第20兵团，同上，司令杨勇，政委王平，副参谋赵冠英。
    - 68军，同上。
    - 67军，同上，军长邱蔚，副军长刘儒林、马辉。
    - 60军，军长张祖谅，副军长王诚汉（兼参谋长）。
    - 54军[註 41]，军长丁盛，政委谢明，副军长吴瑞山。
    - 21军[註 42]，军长吴泳湘，政委谢福林，副军长周长胜，参谋长胡炜。

  - 第3兵团（兼东海岸指挥部），同上，司令许世友，副司令曾绍山。
    - 12军（二线），代军长萧永银，政委李震，副军长李德生。
    - 15军（二线），同上，代军长李成芳，副军长周发田。

  - 西海岸指挥部，司令兼政委邓华，副司令梁兴初，副政委杜平，参谋长王政柱，副参谋宋学飞。
    - 38军[註 43]，军长江拥辉，政委吴岱，副军长王良太，参谋长李际泰。
    - 40军，军长兼政委温玉成，副军长邓岳，参谋长叶荫庭。
    - 50军，同上，副军长曾雍雅，参谋长蒋克诚。

  - 后方勤务司令部，同上，副司令吴先恩、张明远，副参谋罗文。
  - 空军司令部，司令聂凤智，副司令段苏权、成钧，参谋长吴肃，副参谋长谢斌。
  - 炮兵指挥所，司令高存信，政委刘何，参谋长朱光。
  - 防空司令部[註 44]，司令成钧（兼）。
    - 前方指挥所[註 45]，主任吴昌

  - 装甲兵第一指挥所[註 46]，主任赵杰（兼）。
  - 装甲兵第二指挥所[註 47]，主任罗杰。
  - 工程兵指挥所，司令谭善和。
  - 铁道运输司令部，司令兼政委刘居英。
    - 铁道军事管理总局，局长刘居英（兼）。
    - 铁道抢修指挥所，代司令刘克，政委崔田民。
    - 新建铁路指挥局，局长郭维成。

  - 总预备队
    - 47军，军长张天云，代政委陈发洪，副军长兼参谋长叶建民。[1]